# Immagine latente

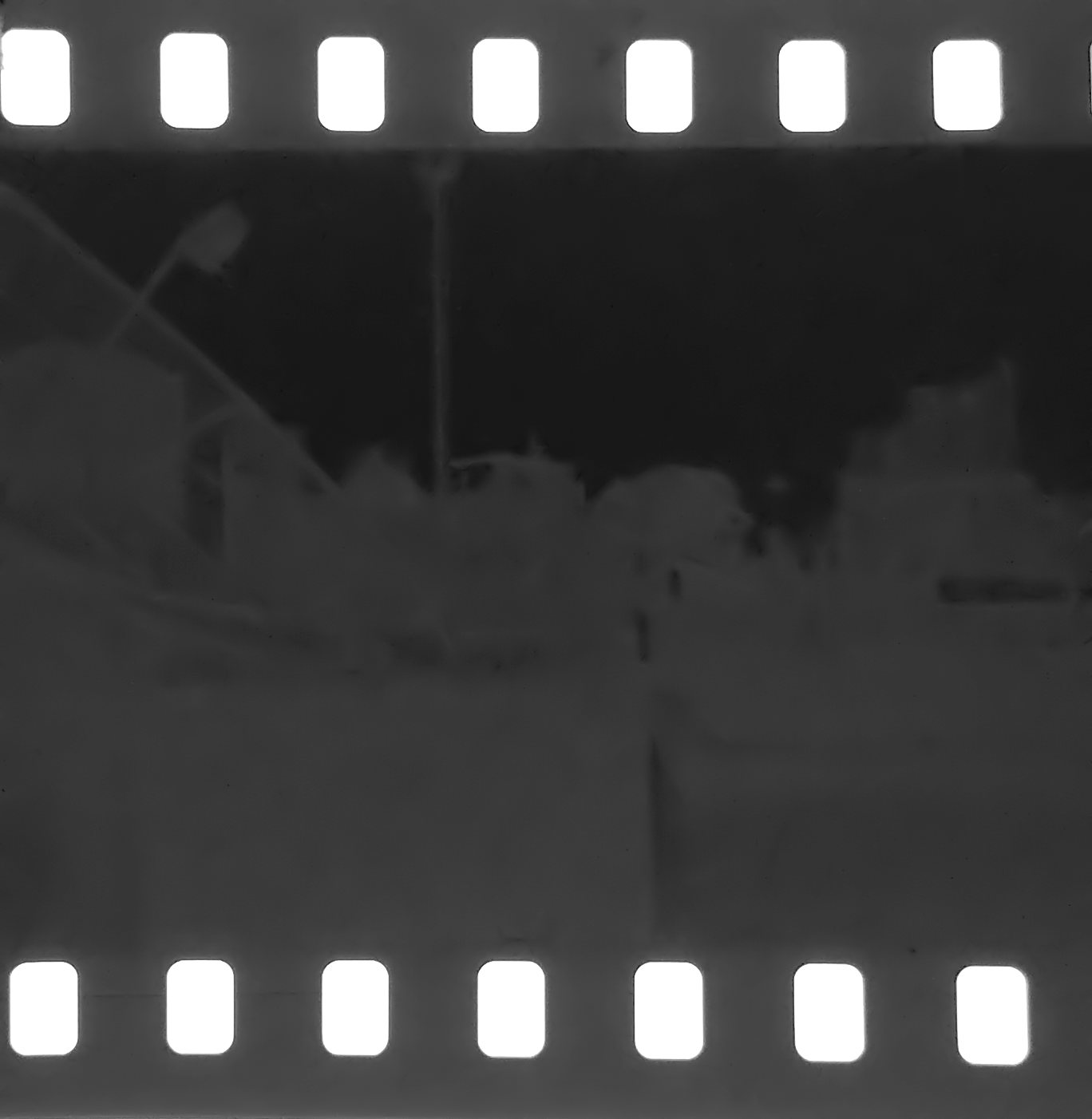
Esempio di una immagine latente

In fotografia, l'immagine latente è quella che si forma sull’emulsione sensibile di una pellicola, lastra o carta fotografica, per l'esposizione alla luce dell'immagine ottica fornita dal obiettivo, e che si rende poi manifesta e visibile, solo dopo un adeguato trattamento di sviluppo.

## Procedimento
È solo durante lo sviluppo, quando il supporto fotografico viene immerso in un bagno rivelatore (o bagno di sviluppo), che i sali d'argento precedentemente esposti alla luce, faranno apparire l'immagine fotografica. 
La reazione chimica del rivelatore, provoca l'annerimento del argento esposto alla luce, mentre i sali non esposti rimangono inalterati e non anneriscono. Gli ioni d'argento costituiscono lo strato fotosensibile del supporto fotografico, che contiene l'immagine latente. 
A fine sviluppo, per interrompere l'azione del rivelatore, il supporto deve essere immerso nel bagno di arresto, una soluzione chimica composta da acido acetico, in concentrazione superiore al 20%, il cui pH neutralizza l'azione dello sviluppo. Poi verrà utilizzato un bagno di fissaggio, per fermare ogni altro processo chimico e per rimuovere i sali d'argento non esposti alla luce.